# Feni (distrito)
Feni é um distrito localizado na divisão de Chatigão, em Bangladexe.